# جاستن ترودو
جاستن بيير جيمس ترودو (بالإنجليزية: Justin Trudeau)‏ (من مواليد 25 ديسمبر 1971) هو رئيس وزراء كندا السابق (4 نوفمبر 2015 - 14 مارس 2025) وزعيم الحزب الليبرالي الكندي. ترودو هو الابن البكر لبيير ترودو، رئيس الوزراء الكندي السابق. انتخب عضو مجلس النواب عن الدائرة الانتخابية من بابينو في عام 2008، وأعيد انتخابه عام 2011. شغل مناصب في حكومة ظل الحزب الليبرالي كناقد للشباب والتعددية الثقافية والمواطنة والهجرة، ومرحلة ما بعد التعليم الثانوي والشباب ورياضة الهواة. في 14 أبريل 2013، انتخب ترودو لزعامة الحزب الليبرالي الكندي.
عقب فوز الحزب الليبرالي الكندي بأغلبية ساحقة في الانتخابات الفدرالية يوم 19 أكتوبر عام 2015، أصبح ترودو رئيس وزراء البلاد وأدى اليمين الدستورية يوم 4 نوفمبر 2015.

## السنوات الأولى
ولد جاستن ترودو في أوتاوا، أونتاريو، لرئيس الوزراء بيير ترودو وزوجته مارغريت ترودو. وكان هو الطفل الثاني في التاريخ الكندي الذي يولد لرئيس وزراء حالي. تلا ترودو إخوته الأصغر سنا ألكسندر (ساشا) (ولد في 25 ديسمبر 1973) وميشيل (2 أكتوبر 1975 - 13 نوفمبر 1998). كان جد ترودو من أمه، جيمس سنكلير، وزير الثروة السمكية في حكومة رئيس الوزراء الأسبق لويس سانت لوران.
إنفصل والدا ترودو في عام 1977، عندما كان لترودو من العمر ست سنوات، وتقاعد والده من رئاسة الوزراء عام 1984. وقد قال ترودو في عام 2009 عن أمه وزواجها بوالده، «أحبوا بعضهم البعض بشكل لا يصدق، بحماس، وتماما. ولكن كان هناك فرق 30 سنة بينها وبين والدي. لم تكن يوما شريكا على قدم المساواة في ما شغل حياة والدي، واجبه لبلاده».
بعد ترك السياسة رجع بيير ترودو إلى الحياة الخاصة في مونتريال. والتحق جاستين بكوليج جان دي بربوف.
لدى ترودو درجة بكالوريوس في الآداب من جامعة مكغيل ودرجة بكالوريوس في التربية من جامعة كولومبيا البريطانية. بعد التخرج، عمل مدرسا للغة الفرنسية والرياضيات في أكاديمية ويست بوينت رمادي وفي مدرسة السير ونستون تشرشل الثانوية في فانكوفر، كولومبيا البريطانية. منذ عام 2002 إلى عام 2004، درس الهندسة في جامعة مونتريال. وبدأ أيضا درجة الماجستير في الجغرافيا البيئية في جامعة ماكجيل قبل تعليق دراسته للخوض في الحياة العامة.
في عام 2007، تألق ترودو في جزئي مسلسل سي بي سي «الحرب العظمى»، والتي سلطت الضوء على مشاركة كندا في الحرب العالمية الأولى. تقمص ترودو دور تالبوت ميرسر بابينو، الذي قتل في 30 أكتوبر 1917، خلال معركة باشنديل.
ترودو هو واحد من العديد من الأطفال من رؤساء الوزراء السابقين الذين أصبحوا من الشخصيات العامة. ومن بعض الآخرين بن مولروني (ابن براين مولروني)، كاثرين كلارك (ابنة جو كلارك)، وشقيق ترودو الأصغر الكسندر. وكان بن ملروني ضيفا في حفل زفاف ترودو.

### النشاط العام
استخدم ترودو وضعه العام للدعوة لعدة قضايا فقد أسس هو وعائلته حملة كوكاني للسلامة في الرياضات الشتوية عام 2000، بعد عامين من وفاة شقيقه ميشال ترودو في انهيار جليدي خلال رحلة تزلج. وفي عام 2002، انتقد ترودو قرار حكومة كولومبيا البريطانية لوقف تمويل لنظام إنذار الانهيار الجليدي.
منذ عام 2002 إلى عام 2006 ترأس ترودو برنامج كتمفك للشباب، وهو مشروع أسسه صديق للعائلة جاك هيبير. وفي 2002-2003، كان أحد أعضاء فريق برنامج إذاعة سي بي سي «كندا تقرا»، حيث كان مشجع رواية «مستعمرة الأحلام غير المتبادلة» التي كتبها اين جونستون. افتتح ترودو وشقيقه الكسندر مركز ترودو لدراسات السلام والنزاعات في جامعة تورنتو في أبريل 2004؛ أصبح المركز في وقت لاحق جزءا من مدرسة مونك للشؤون العالمية. وفي عام 2006، استضاف جائزة جيلر للأدب.
في عام 2005، خاض ترودو معركة ضد مقترح منجم للزنك بقيمة $100 مليون بدعوى أن المنجم سيسمم نهر نهاني الذي يقع في الأقاليم الشمالية الغربية، وهذا النهر موقع تراث عالمي بتصنيف الأمم المتحدة. ونقل عنه قوله: «إن هذا النهر هو مكان سحري رائع. أنا لا أقول التعدين خاطئ [...] ولكن هذا ليس هو المكان المناسب لذلك.»
في 17 سبتمبر 2006، كان ترودو رئيس التشريفات في مسيرة نظمها روميو دالير والتي دعت للمشاركة الكندية في حل أزمة دارفور.

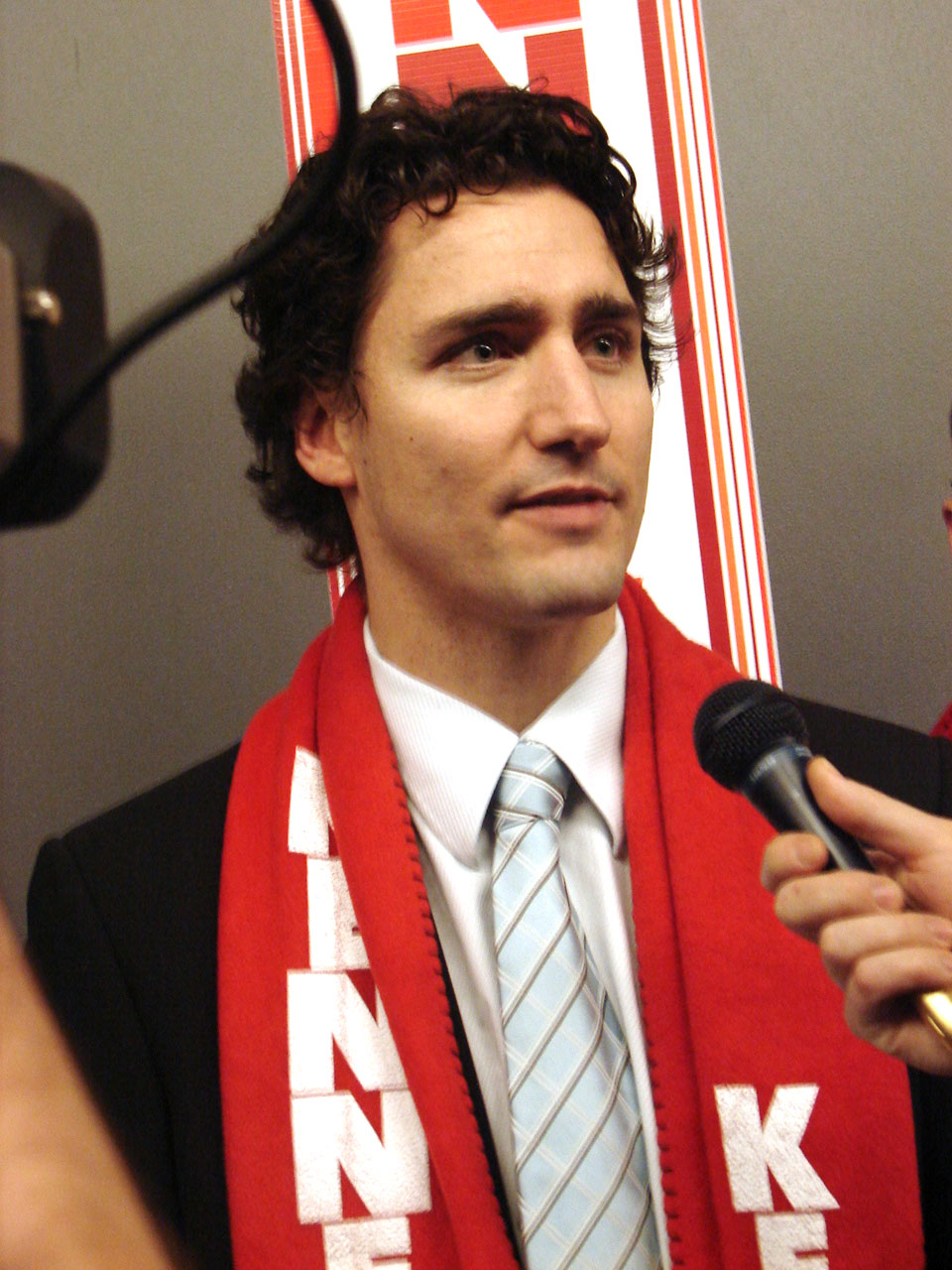
ترودو في مؤتمر 2006 للقيادة

## البدايات السياسية
دعم ترودو الحزب الليبرالي من سن مبكرة، وقدم دعمه لزعيم الحزب جون تيرنر في الانتخابات الفدرالية عام 1988، وبعد عامين دافع عن الفدرالية الكندية كطالب في كلية جان دي بربوف، المدرسة اليسوعية المرموقة الثانوية التي حضر.
بعد وفاة والده، أصبح ترودو أكثر انخراطا مع الحزب الليبرالي. وبجانب الأولمبي شارمين كروكس، استضاف حفل تكريم رئيس الوزراء المنتهية ولايته جان كريتيان في مؤتمر قيادة الحزب عام 2003. وعين في وقت لاحق لرئاسة فرقة عمل معنية بتجديد الشباب بعد هزيمة الحزب في الانتخابات الفيدرالية عام 2006.
في أكتوبر 2006، انتقد ترودو القومية الكيبيكية بوصف القومية السياسية عموما بأنها «فكرة قديمة من القرن الـ19 ... مبنية على صغر الفكر» ولا صلة لها بكيبيك الحديثة. واعتبر هذا التعليق على أنه نقد مايكل ايجناتييف، الذي كان مرشحا في انتخابات زعامة الحزب الليبرالي 2006، والذي كان يدعم الاعتراف بكيبيك كأمة.كتب ترودو في وقت لاحق خطاباً العام حول هذا الموضوع، واصفا فكرة كيبيك الأمة بأنها «ضد كل ما كان يعتقده والدي».
أعلن ترودو دعمه لمرشح زعامة الحزب جيرارد كينيدي قبل وقت قصير من اتفاقية 2006، وقدم كينيدي خلال الخطب النهائية للمرشحين. عندما أسقط كينيدي بعد الاقتراع الثاني، ذهب ترودو معه لدعم الفائز في نهاية المطاف، ستيفان ديون.
انتشرت شائعات في أوائل عام 2007 أن ترودو سيرشح نفسه للانتخابات الفرعية في دائرة أترمنت بمونتريال، لكنه أعلن أنه سيسعى للترشح في دائرة بابينو للانتخابات العامة المقبلة. واجه ترودو ماري دروس، عضوة مجلس مدينة مونتريال وباسيليو جيوردانو، ناشر صحيفة محلية بللغة الإيطالية للفوز بترشيح الحزب الليبرالي. في 29 أبريل 2007، فاز بسهولة بترشيح الحزب، والتقط 690 صوتا مقابل 350 لدروس و 220 لجيوردانو.

## النائب الليبرالي
دعا رئيس الوزراء الكندي ستيفن هاربر لانتخابات في 14 أكتوبر 2008. فاز ترودو بفارق ضئيل على فيفيان باربو عضوة البرلمان من حزب الكتلة الكيبيكية وانتخب كعضو للبرلمان.
فاز حزب المحافظين بحكومة أقلية في انتخابات عام 2008، ودخل ترودو البرلمان كعضو من المعارضة الرسمية. كان ترودو أول عضو في البرلمان الكندي الـ40 يقدم اقتراح عضو خاص، والذي دعا إلى «سياسة الخدمة التطوعية الوطنية للشباب». فاز الاقتراح بدعم من البرلمانيين من جميع الأحزاب. وقام في أبريل 2009 بترأس المؤتمر الوطني للحزب الليبرالي في فانكوفر، وفي أكتوبر من العام نفسه عين ناقد الحزب لتعدد الثقافات والشباب. في سبتمبر 2010، تم إعادة تعيينه لمنصب ناقد الشباب والمواطنة والهجرة.
شجع زيادة جهود الإغاثة الكندية بعد زلزال هايتي عام 2010، وسعى لإجراءات هجرة أكثر سهولة من هايتي إلى كندا في اوقات الأزمات.
أعيد انتخاب ترودو في بابينو في الانتخابات الفيدرالية الكندية عام 2011، حيث سقط الحزب الليبرالي للمركز الثالث ولم يبقى له في مجلس العموم سوى أربعة وثلاثين مقعدا. استقال مايكل إغناتييف كزعيم للحزب مباشرة بعد الانتخابات، وتعممت الشائعات مرة أخرى أن ترودو يمكن أن يصبح خليفته. وفي هذه المناسبة، قال ترودو، «أنا لا أشعر أنني يجب أن أغلق خياراتي»، لكنه أضاف، «بسبب التاريخ المعبأ في اسمي، الإن كثير من الناس يتحولون لي بطريقة [.. .] إن كنت صريحا، تقلقني». بعد أسابيع من الانتخابات تم اختيار بوب راي النائب عن تورونتو كزعيم مؤقت حتى حتى يتم اختيار زعيم دائم للحزب. عين راي ترودو كناقد الحزب لمرحلة ما بعد التعليم الثانوي والشباب ورياضة الهواة. وقد اعترف بترودو كـ«نجم الروك» للحزب، ومنذ إعادة انتخابه تجول عبر البلد لجمع التبرعات للجمعيات الخيرية والحزب الليبرالي.
في مارس 2012 شارك ترودو في مباراة ملاكمة خيرية باسم «قاتلوا من أجل العلاج» ضد عضو مجلس الشيوخ من حزب المحافظين، باتريك برازو. فاز ترودو في الجولة الثالثة من المباراة، واعتبرت النتيجة مفاجأة.

## الزعيم الليبرالي
أظهرت استطلاعات الرأي التي أجريت خلال سباق الزعامة أن دعم الليبراليين سيرتفع لو كانوا بقيادة ترودو. يوما بعد الفوز بقيادة حزبه أظهر استطلاع للرأي أن الحزب الليبرالي تم اختياره من قبل 43 في المائة من أفراد العينة وهذا بالمقارنة مع 30 في المائة لحزب المحافظين الحاكم و 19 في المائة لصالح حزب المعارضة الرسمية الديمقراطيون الجدد.
وفقا لشركة ايكوس للسياسة، في أكتوبر 2013 تحسنت معدلات التأييد لترودو إلى 48-29 الموافقة دض الرفض. وتحسن معدل توماس ملكير زعيم المعارضة الرسمية بفارق ضئيل إلى 50-25، في حين غرقت تقييمات ستيفن هاربر إلى 24-69. أظهر استطلاع في ديسمبر 12-15 (2013) 32.1٪ من الناخبين يفضلون الليبراليين، 26.2٪ يفضلون حزب المحافظين، و22.9٪ يفضلون الديمقراطيون الجدد. من الناخبين المحتملين، الذين يقدرون بإزالة أولئك الذين لم يصوتوا في عام 2011، تساوى الأطراف: لليبراليون 29.1٪، 28.5٪ للمحافظون، و 27٪ للديمقراطيون الجدد.
في عام 2013، اختار جستن ترودو التخلي عن مقعده في جنازة نيلسون مانديلا، ليكون لايروين كوتلر ممثلا للحزب الليبرالي من كندا، احتراما لأعمال كوتلر مع نيلسون مانديلا في مكافحة الفصل العنصري.
في 27 كانون الثاني عام 2014، اصطحب ترودو والنائب كارولين بينيت النائبة الجديدة كرستيا فريلاند إلى مجلس العموم، كما هو التقليد في الانتخابات الفرعية.
أطلق ترودو شريط فيديو على الإنترنت قبل أسبوع من مؤتمر الحزب الليبرالي 2014 بعنوان «الاقتصاد التي يعود بالفائدة علينا جميعا» والذي روي فيه برنامجه الاقتصادي. وقال إن نسبة الدين إلى الناتج المحلي الإجمالي في كندا قد انخفضت في السنوات الأخيرة، والآن حان الوقت لأوتاوا إلى «تصعد».

## الحياة الشخصية

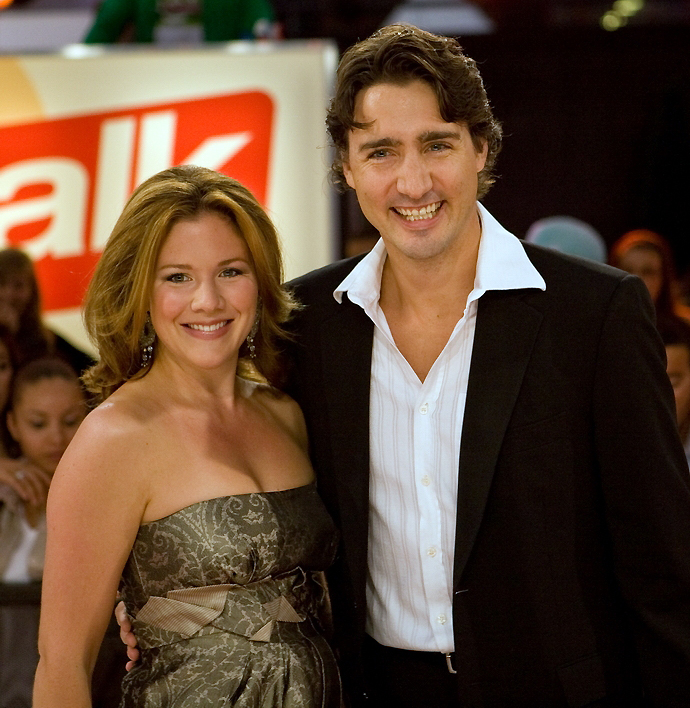
ترودو مع زوجته صوفي غريغوار عام 2008 في مهرجان تورنتو السينمائي الدولي.

التقى ترودو صوفي غريغوار عندما كانا أطفال في مونتريال، وعندما كانت غريغوار زميلة أخه الأصغر ميشيل. اعادا الاتصال كبالغين في يونيو 2003، عندما غريغوار بحلول ذلك الوقت شخصية تلفزيونية في كيبيك، وعينت للمشاركة في استضافة لحفلة الخيرية بجانب ترودو. تزوجا في 28 مايو 2005 في حفل كاثوليكي بكنيسة سانت مادلين أترمنت دي مونتريال. لديهما ثلاثة أطفال: الأبناء خافيير جيمس (ولد في أكتوبر 2007) وهادريان (من مواليد فبراير 2014)، والابنة إيلا جراس مارغريت (من مواليد فبراير 2009).وفي 2 أغسطس 2023 أعلن جاستن ترودو انفصاله عن صوفي غريغور بعد 18 سنة زواج.
في يونيو 2013، وبعد شهرين من ترقي انتخاب لمنصب زعيم الحزب الليبرالي، قال انه وزوجته باعا منزلهما في حي كوت دي نيجس بمونتريال. وبدأوا يعيشون في منزل مستأجر في ركليف بارك بأوتاوا، الحي الذي كان يقيم ترودو كطفل خلال فترة رئاسة وزراء والده.

## السجل الانتخابي
| انتخابات زعامة الحزب الليبرالي الكندي | انتخابات زعامة الحزب الليبرالي الكندي | انتخابات زعامة الحزب الليبرالي الكندي | انتخابات زعامة الحزب الليبرالي الكندي | انتخابات زعامة الحزب الليبرالي الكندي |
| المرشح                                | الاقتراع الأول                        | الاقتراع الأول                        | الاقتراع الأول                        | الاقتراع الأول                        |
| المرشح                                | النقاط*                               | %                                     | الأصوات                               | %                                     |
| ------------------------------------- | ------------------------------------- | ------------------------------------- | ------------------------------------- | ------------------------------------- |
| جاستن ترودو                           | 24,669                                | 80.1                                  | 81,389                                | 78.76                                 |
| جويس مري                              | 3,131                                 | 10.2                                  | 12,148                                | 11.76                                 |
| مارثا هول فيندلي                      | 1,760                                 | 5.7                                   | 6,585                                 | 6.37                                  |
| مارتن كوشون                           | 816                                   | 2.6                                   | 1,630                                 | 1.58                                  |
| ديبورا كوين                           | 214                                   | 0.7                                   | 833                                   | 0.81                                  |
| كارين مكرمسن                          | 210                                   | 0.7                                   | 757                                   | 0.73                                  |
| المجموع                               | 30,800                                | 100.0                                 | 104,552                               | 100.00                                |

*لكل دائرة انتخابية 100 نقاط، حُدِّدَت من قبل الناخبين في الدائرة.
| الانتخابات الفيدرالية الكندية، 2011: بابينو | الانتخابات الفيدرالية الكندية، 2011: بابينو | الانتخابات الفيدرالية الكندية، 2011: بابينو | الانتخابات الفيدرالية الكندية، 2011: بابينو | الانتخابات الفيدرالية الكندية، 2011: بابينو |
| الحزب                                       | المرشح                                      | الأصوات                                     | %                                           | ∆%                                          |
| ------------------------------------------- | ------------------------------------------- | ------------------------------------------- | ------------------------------------------- | ------------------------------------------- |
| الليبراليون                                 | جاستن ترودو                                 | 16,429                                      | 38.41                                       | 3.06-                                       |
| الديمقراطيون الجدد                          | ماركوس رذمس تيخادا                          | 12,102                                      | 28.29                                       | 19.55+                                      |
| كتلة كيبيك                                  | فيفيان باربو                                | 11,091                                      | 25.93                                       | 12.76-                                      |
| المحافظين                                   | شامة شوبرا                                  | 2,021                                       | 4.73                                        | 2.90-                                       |
| الخضر                                       | داني بلفرني                                 | 806                                         | 1.88                                        | 0.96-                                       |
| الماركسين اللينينين                         | بيتر مكرسبولس                               | 228                                         | 0.53                                        |                                             |
| الرابطة الشيوعية                            | جوزيف يونغ                                  | 95                                          | 0.22                                        |                                             |
| مجموع الأصوات الصحيحة                       | مجموع الأصوات الصحيحة                       | 42,772                                      | 100.00                                      |                                             |
| مجموع الأصوات المرفضة                       | مجموع الأصوات المرفضة                       | 558                                         |                                             |                                             |
| معدل المشاركة                               | معدل المشاركة                               | 43,330                                      |                                             |                                             |

| الانتخابات الفيدرالية الكندية، 2008: بابينو | الانتخابات الفيدرالية الكندية، 2008: بابينو | الانتخابات الفيدرالية الكندية، 2008: بابينو | الانتخابات الفيدرالية الكندية، 2008: بابينو | الانتخابات الفيدرالية الكندية، 2008: بابينو |
| الحزب                                       | المرشح                                      | الأصوات                                     | %                                           | النفقات                                     |
| ------------------------------------------- | ------------------------------------------- | ------------------------------------------- | ------------------------------------------- | ------------------------------------------- |
| الليبراليون                                 | جاستن ترودو                                 | 17,724                                      | 41.47                                       | $ 76,108                                    |
| كتلة كيبيك                                  | فيفيان باربو                                | 16,535                                      | 38.69                                       | $ 70,872                                    |
| الديمقراطيون الجدد                          | كوستا ظفربولس                               | 3,734                                       | 8.74                                        | $ 5,745                                     |
| المحافظين                                   | مستك ساركر                                  | 3,262                                       | 7.63                                        | $ 44,958                                    |
| الخضر                                       | انغريد هاين                                 | 1,213                                       | 2.84                                        | $ 863                                       |
| مستقل                                       | محمود رضا بيك                               | 267                                         | 0.62                                        | $ 980                                       |
| مجموع الأصوات الصحيحة                       | مجموع الأصوات الصحيحة                       | 42,735                                      | 100.00                                      |                                             |
| مجموع الأصوات المرفضة                       | مجموع الأصوات المرفضة                       | 576                                         |                                             |                                             |
| معدل المشاركة                               | معدل المشاركة                               | 43,311                                      | 61.77                                       |                                             |
| مجموع الناخبين                              | مجموع الناخبين                              | 70,115                                      |                                             |                                             |

## روابط خارجية
- جاستن ترودو على موقع IMDb (الإنجليزية)
- جاستن ترودو على موقع الموسوعة البريطانية (الإنجليزية)
- جاستن ترودو على موقع روتن توميتوز (الإنجليزية)
- جاستن ترودو على موقع مونزينجر (الألمانية)
- جاستن ترودو على موقع ميوزك برينز (الإنجليزية)
- جاستن ترودو على موقع قاعدة بيانات الفيلم (الإنجليزية)
- جاستن ترودو على موقع كينوبويسك (الروسية)